# Heoeugorna
Heoeugorna is een geslacht van vlinders van de familie spinneruilen (Erebidae), uit de onderfamilie Calpinae.

## Soorten
- H. alboarcuata Bethune-Baker
- H. albovittata Pagenstecher, 1894
- H. flavicincta Hampson, 1926
- H. ochrovittata Pagenstecher, 1894